# Condado de Noble (Oklahoma)
O Condado de Noble é um dos 77 condados do estado norte-americano do Oklahoma. A sede do condado é Perry, que também é a maior cidade.
O condado tem uma área de 1922 km² (dos quais 28 km² cobertos por água), uma população de 11 411 habitantes e uma densidade populacional de 6 hab/km² (segundo o censo nacional de 2000). O condado foi fundado em 1912 e recebeu o seu nome em homenagem a John Willock Noble (1831-1912), que foi Secretário do Interior dos Estados Unidos (1889-1893).

## Condados adjacentes
- Condado de Kay (norte)
- Condado de Osage (nordeste)
- Condado de Pawnee (leste)
- Condado de Payne (sul)
- Condado de Logan (sudoeste)
- Condado de Garfield (oeste)

## Cidades e vilas
- Billings
- Marland
- Morrison
- Perry
- Red Rock